# George Alaba
George Alaba (* 1960 in Nigeria) ist ein österreichischer Musiker.

## Leben
Alaba begann 1984, in Wien zu studieren. Nachdem er einige Semester Deutsch gelernt hatte, brachte ihn sein Interesse an Ökonomie an die Wirtschaftsuniversität Wien. Sein Wirtschaftsstudium brach er jedoch später wieder ab, um an seiner Karriere als Musiker zu arbeiten. Er arbeitete zunächst als DJ vor internationalem Publikum im African Club. Seine erste CD war kein Erfolg. Mitte der 1990er-Jahre wurde ihm die österreichische Staatsbürgerschaft verliehen. Dies führte dazu, dass er auch zum österreichischen Bundesheer einberufen wurde, in dem er als erster dunkelhäutiger Gardesoldat diente, was große Medienaufmerksamkeit nach sich zog.
Im Jahr 1988 lernte Alaba die von den Philippinen stammende Krankenschwester Gina kennen und heiratete sie 1996. Gemeinsam sind sie die Eltern von Rose May Alaba, die über die Castingshow Popstars Mission Österreich des Senders Puls 4 einen Platz in der Popstars Girlgroup BFF erlangte und zudem als Model arbeitet, und des Fußballspielers David Alaba.
Musikalisch fand Alaba 1997 seine Partnerin Petra Suk, mit der er als Duo Two in One auftrat. Ihr Durchbruch gelang mit dem Indian Song, der auf Platz 2 der österreichischen Charts landete. Nach sieben Jahren der Zusammenarbeit beendete ein Rechtsstreit um den Bandnamen, dessen Ausfechten ihre finanziellen Möglichkeiten überstiegen hätte, ihre Karriere. Alaba wandte sich wieder seinem Beruf als DJ zu, diesmal in der Gogobar Beverly Hills in der Wiener Innenstadt. Diesen Job gab er zugunsten seiner Kinder auf, die er nun in ihren Karrieren unterstützt.